# Phytomyza davisii
Phytomyza davisii este o specie de muște din genul Phytomyza, familia Agromyzidae. A fost descrisă pentru prima dată de Margaret Walton în anul 1912. Conform Catalogue of Life specia Phytomyza davisii nu are subspecii cunoscute.